# Lèmur daurat
El lèmur daurat (Hapalemur aureus) és un lèmur de mida mitjana endèmic del sud-est de Madagascar. La Unió Internacional per a la Conservació de la Natura el classifica com a espècie en perill. Està amenaçat sobretot per la pèrdua d'hàbitat i actualment n'existeixen uns 1.000 exemplars. Aquest lèmur s'alimenta gairebé exclusivament de plantes, amb una preferència pels bambús de l'espècie Cathariostachys madagascariensis.